# Championnat du Maroc de football de deuxième division 2003-2004
Le Championnat du Maroc de football D2 2003-04 est remporté par l'Olympique de Safi.